# Henry Golding

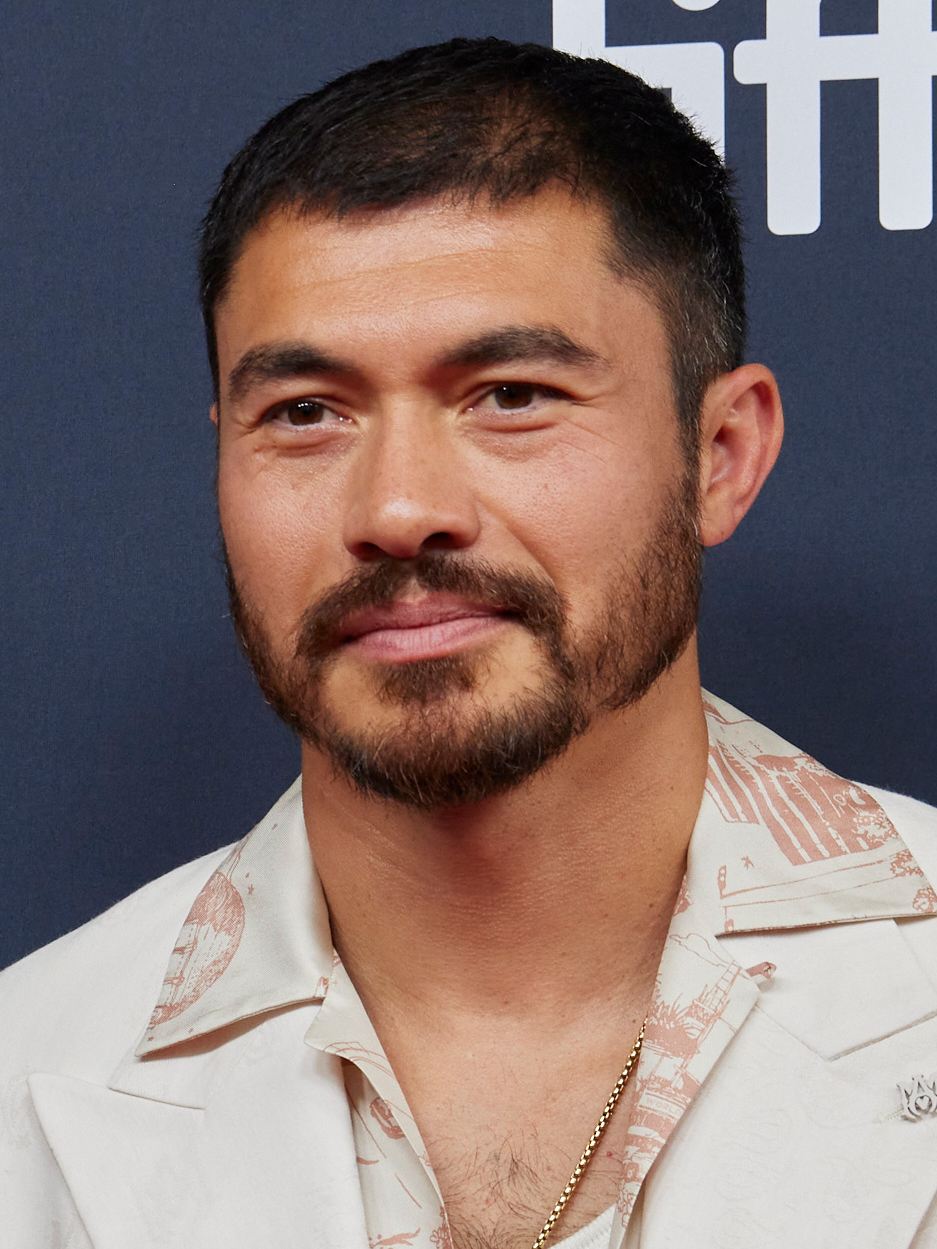
Henry Golding (2024)

Henry Ewan Golding (* 5. Februar 1987 in Betong, Sarawak) ist ein britisch-malaysischer Schauspieler und Fernsehmoderator.

## Leben
Henry Golding wurde als Sohn eines Engländers und einer Malaysierin geboren. Seine Mutter stammt aus dem Bundesstaat Sarawak, wo er auch geboren wurde. Später übersiedelte die Familie in den Bundesstaat Terengganu bzw. nach Großbritannien. Golding ist ausgebildeter Friseur. Nach Abschluss der Schulausbildung absolvierte er eine Lehre, zog nach London und wurde Stylist. Mit 21 Jahren kehrte er nach Malaysia zurück.
Seit 2014 präsentiert er für die British Broadcasting Corporation (BBC) die The Travel Show. 2016 heiratete er die Fernsehmoderatorin Liv Lo. Im März 2021 und im September 2023 wurden sie Eltern jeweils einer Tochter.
Sein Filmdebüt gab er 2018 in Crazy Rich Asians von Regisseur Jon M. Chu, wo er an der Seite von Constance Wu die männliche Hauptrolle Nick Young spielte. In Nur ein kleiner Gefallen von Regisseur Paul Feig verkörperte er 2018 neben Anna Kendrick und Blake Lively die Rolle des Sean Townsend. Außerdem stand er 2018 für Dreharbeiten zum Film Monsoon von Hong Khaou vor der Kamera.
Im September 2018 wurde bekannt, dass er in Last Christmas erneut unter der Regie von Paul Feig an der Seite von Emilia Clarke die männliche Hauptrolle spielen soll. Unter der Regie von Guy Ritchie war er im Film The Gentlemen mit Matthew McConaughey und Michelle Dockery zu sehen. Im G.I. Joe-Spin-Off Snake Eyes: G.I. Joe Origins übernahm er unter der Regie von Robert Schwentke die Titelrolle.
Im Sommer 2021 wurde Golding Mitglied der Academy of Motion Picture Arts and Sciences.

## Filmografie (Auswahl)
- 2018: Crazy Rich Asians
- 2018: Nur ein kleiner Gefallen (A Simple Favor)
- 2019: Last Christmas
- 2019: The Gentlemen
- 2019: Monsoon
- 2021: Snake Eyes: G.I. Joe Origins
- 2022: Überredung (Persuasion)
- 2023: Downtown Owl
- 2024: The Ministry of Ungentlemanly Warfare
- 2024: Daniela Forever
- 2025: Nur noch ein kleiner Gefallen (Another Simple Favor)
- 2025: The Old Guard 2

## Auszeichnungen und Nominierungen (Auswahl)
Teen Choice Awards 2019
- Nominierung in der Kategorie Choice Comedy Movie Actor für Crazy Rich Asians[13]